# Madrugada

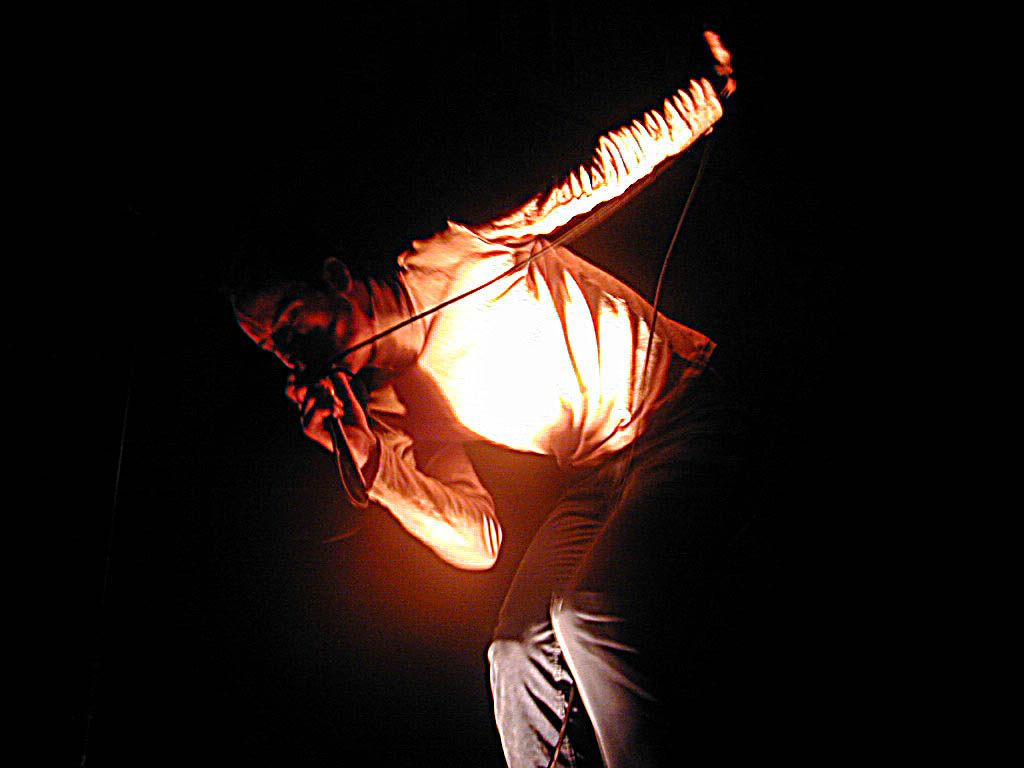
Sivert Høyem.

Madrugada is een Noorse band, bestaande uit Sivert Høyem (zang), Robert Burås (gitaar) en Frode Jacobsen (bas).

## Biografie
De band werd opgericht in 1995. Na een aantal nummers onder de naam Abbey's Adoption te hebben uitgebracht, werd de naam veranderd in Madrugada.
Het album The deep end werd opgenomen in Los Angeles met producer George Drakoulias (bekend van Tom Petty, The Black Crowes, The Jayhawks, Ride en Primal Scream) en gemixt door Dave Bianco (van o.a. U2, Throwing Muses, Johnny Cash en Mick Jagger). In maart 2022 verscheen het album Chimes at Midnight en ging de band op tournee door Europa.

## Discografie

### Albums
| Album met eventuele hitnotering(en) in de Nederlandse Album Top 100 | Datum van verschijnen | Datum van binnenkomst | Hoogste positie | Aantal weken | Opmerkingen |
| ------------------------------------------------------------------- | --------------------- | --------------------- | --------------- | ------------ | ----------- |
| Industrial silence                                                  | 1999                  | -                     |                 |              |             |
| The nightly disease                                                 | 01-03-2001            | -                     |                 |              |             |
| Grit                                                                | 20-10-2002            | -                     |                 |              |             |
| The deep end                                                        | 28-02-2005            | 26-03-2005            | 89              | 2            |             |
| Live at Tralfamadore                                                | 2006                  | -                     |                 |              |             |
| Madrugada                                                           | 2008                  | 19-04-2008            | 90              | 2            |             |
| Chimes at Midnight                                                  | 2022                  |                       |                 |              |             |

### Singles
| Single met eventuele hitnotering(en) in de Nederlandse Top 40 | Datum van verschijnen | Datum van binnenkomst | Hoogste positie | Aantal weken | Opmerkingen |
| ------------------------------------------------------------- | --------------------- | --------------------- | --------------- | ------------ | ----------- |
| Madrugada                                                     | 1998                  | -                     |                 |              |             |
| New Depression                                                | 1999                  | -                     |                 |              |             |
| Beautyproof                                                   | 2000                  | -                     |                 |              |             |
| Electric                                                      | 2000                  | -                     |                 |              |             |
| Hands up - I love you                                         | 2001                  | -                     |                 |              |             |
| Ready                                                         | 2002                  | -                     |                 |              |             |
| Majesty                                                       | 2003                  | -                     |                 |              |             |
| Blood shotadult commitment                                    | 20-09-2004            | -                     |                 |              |             |
| The kids are on High Street                                   | 17-01-2005            | -                     |                 |              |             |

## Robert Buras
Buras – de gitarist en liedjesschrijver van de band – overleed 31 jaar oud op 12 juli 2007. Het laatste jaar van zijn leven werkte hij aan een soloproject genaamd "My Midnight Creeps". Met deze band nam hij twee albums op: My Midnight Creeps (2005) en Histamin (2007).
Eveneens was hij bezig een nieuw album voor Madrugada op te nemen. Volgens de bandleden stierf hij op het hoogtepunt van zijn creatieve carrière. Hij speelde ruim 12 jaar bij hen. Samen met "My Midnight Creeps" speelden Sivert en Frode een ode aan Robert Buras.